# Fujinuma-Talsperre
Die Fujinuma-Talsperre (jap. 藤沼ダム, Fujinuma-damu) war ein 1949 fertiggestellter Staudamm in Sukagawa, Präfektur Fukushima in Japan. Er stand an dem Ebana-gawa (江花川), einem Zufluss des Abukuma 16 km westlich des Rathauses von Sukagawa. Der Hauptzweck des Dammes war die Bewässerung. Der Staudamm brach am 11. März 2011 infolge des Tōhoku-Erdbebens.
Der Stausee wurde als Fujinuma-Reservoir (藤沼貯水池, Fujinuma-chosuichi) oder Fujinuma-See (藤沼湖, Fujinuma-ko) bezeichnet.

## Bauwerk
Der Staudamm war ein 17,5 m hoher und 133 m langer Schüttdamm mit einem Bauwerksvolumen von 99.000 m³. Der Damm stand am Ende eines 8,8 km² großen Einzugsgebietes und das Reservoir hatte eine Kapazität von 1.504.000 m³ mit gleich großem Nutzraum. Der Stausee hatte eine Wasseroberfläche von 20 ha. Der Damm war von Shōji Kensetsu K.K. gebaut worden und wurde vom Landerschließungsprojekt Ebana-Flussufer (江花川沿岸土地改良区, Ebana-gawa engan tochikairyōku) betrieben.

## Dammbruch

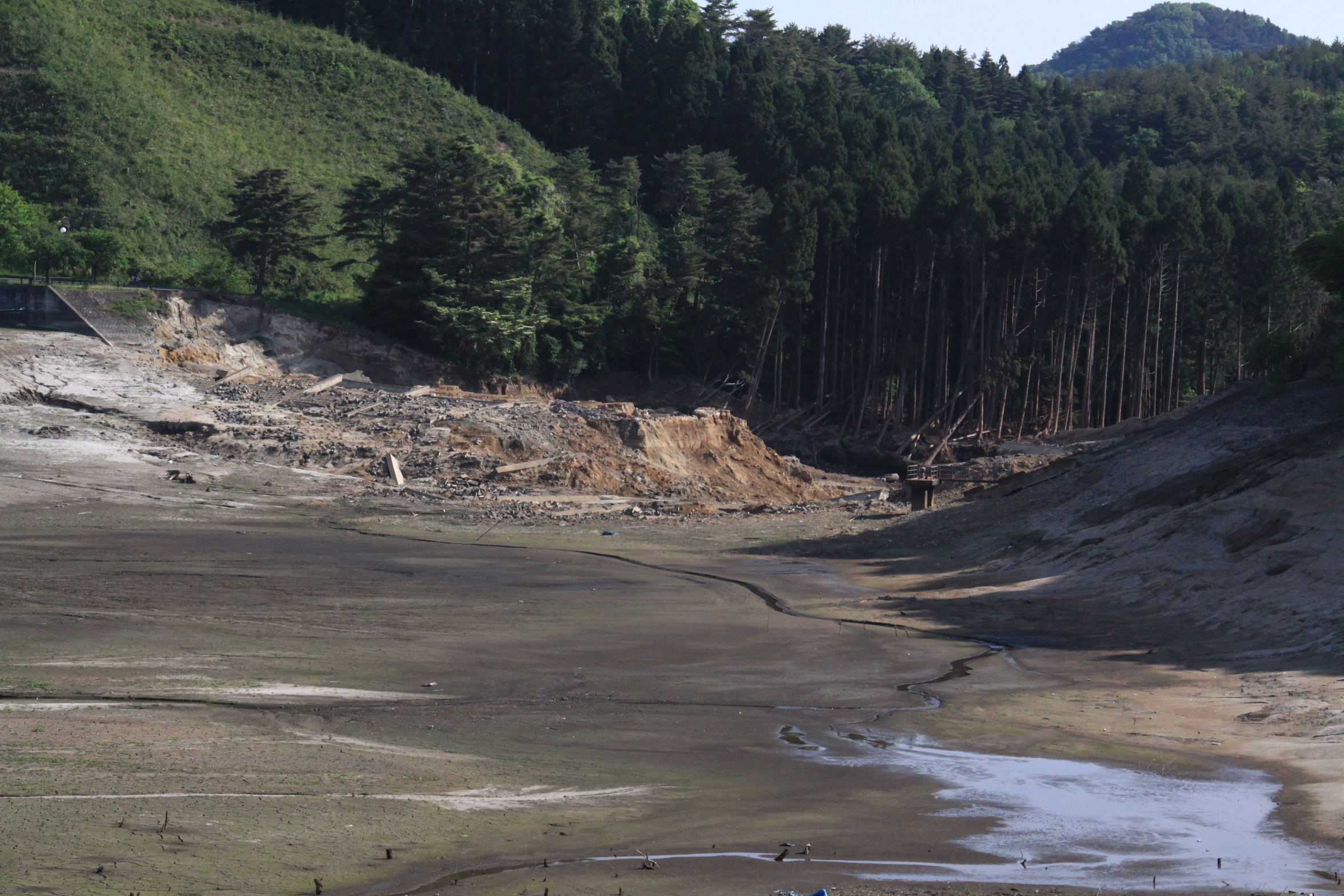
Damm nach dem Bruch

Am 11. März 2011 brach der Damm infolge des Tohoku-Erdbebens. Anwohner berichteten, dass sie ein lautes Geräusch hörten, bevor sie eine Flutwelle sahen. Die Flut spülte fünf Häuser weg und beschädigte andere, beschädigte eine Brücke und blockierte Straßen mit Schutt. Acht Personen wurden vermisst und vier Leichen wurden nach einer Suche, die nach Tagesanbruch begann, gefunden.
Am 12. März wurden 252 Staudämme inspiziert und sieben davon beschädigt vorgefunden. Sechs Schüttdämme hatten flache Risse an ihren Dammkronen und das Reservoir einer Gewichtsstaumauer aus Beton wies einen leichten Böschungsbruch auf. Vier Staudämme einschließlich Fujinuma waren unzugänglich und konnten nicht inspiziert werden. Sobald die Straßen wieder geräumt wären, sollten weitere Inspektionen stattfinden.